# Orke
L'Orke est une rivière allemande, d'une longueur de 38 km qui coule dans les länder de la Rhénanie-du-Nord-Westphalie et de la Hesse. Elle est un affluent de l'Eder et donc un sous-affluent de la Weser par la Fulda.

## Traduction
- (de) Cet article est partiellement ou en totalité issu de l’article de Wikipédia en allemand intitulé « Orke » (voir la liste des auteurs).